# Кампо Формио (станция метро)
Кампо-Формио (фр. Campo-Formio или фр. Campo Formio) — станция линии 5 Парижского метрополитена, расположенная в XIII округе Парижа. Названа по рю де Кампо-Формио, получившей своё имя в честь Кампо-Формийского мира, завершившего войну между Францией и Австрией за передел сферы влияния в Италии в 1797 году.

## История
- Станция была введена в эксплуатацию 6 июня 1906 года в составе первого участка нынешней линии 5 (Пляс д'Итали — Ке-де-ля-Рапе).
- В 1918 году стала одной из станцией, пострадавшей в результате авианалёта Германии на Париж.
- Пассажиропоток по станции по входу в 2011 году, по данным RATP, составил 1 234 237 человек[2]. В 2013 году этот показатель снизился до 1 120 960 пассажиров (289 место по уровню пассажиропотока в Парижском метро)[3].

## Путевое развитие
На середине перегона Кампо Формио — Пляс д'Итали имеется пошёрстный съезд, который использовался во время реконструкции оборотных путей на станции Пляс д'Итали, а также примыкает служебная соединительная ветвь, по которой поезда могут попасть на станцию Толбиак линии 7.

## Галерея

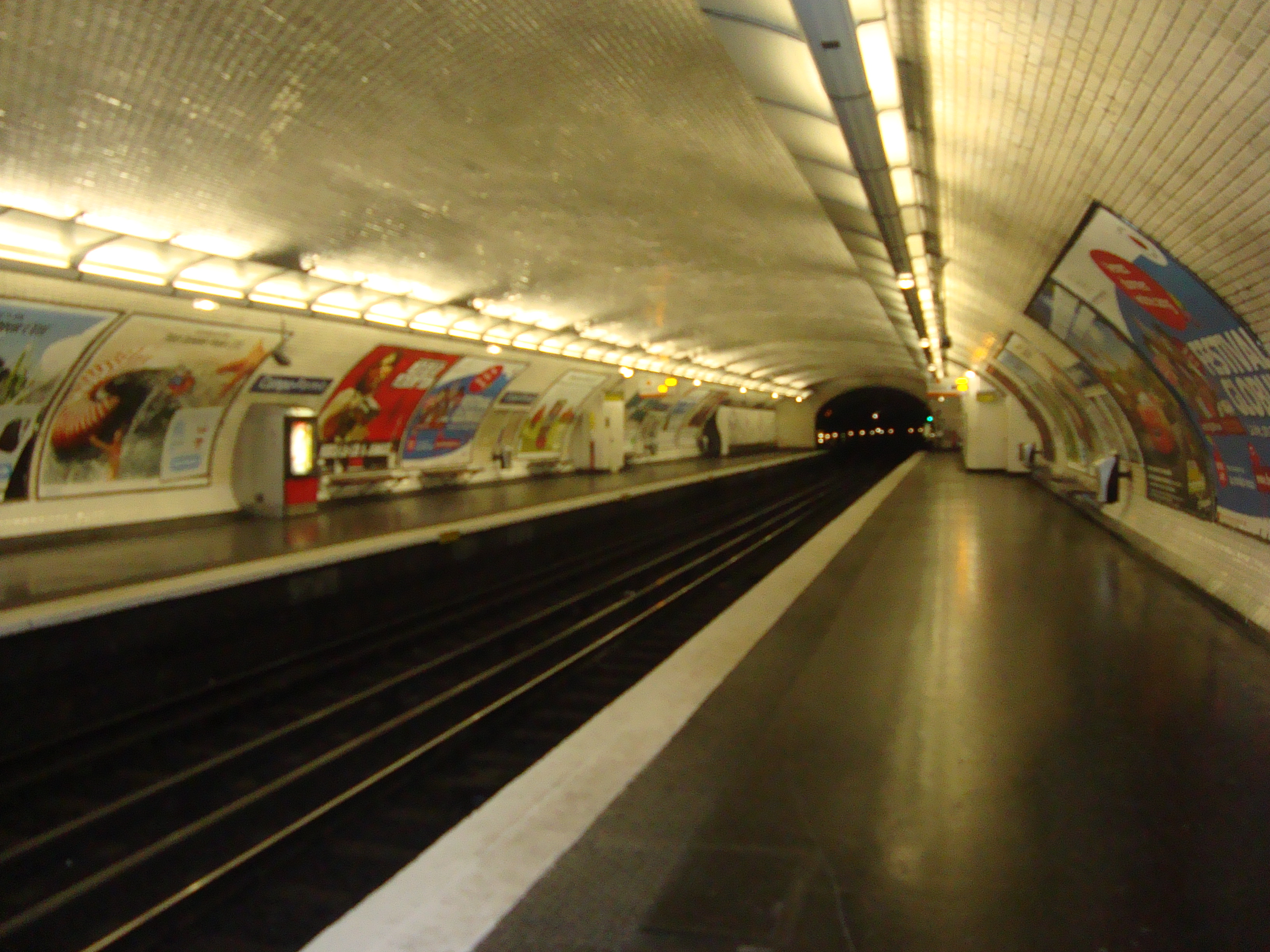
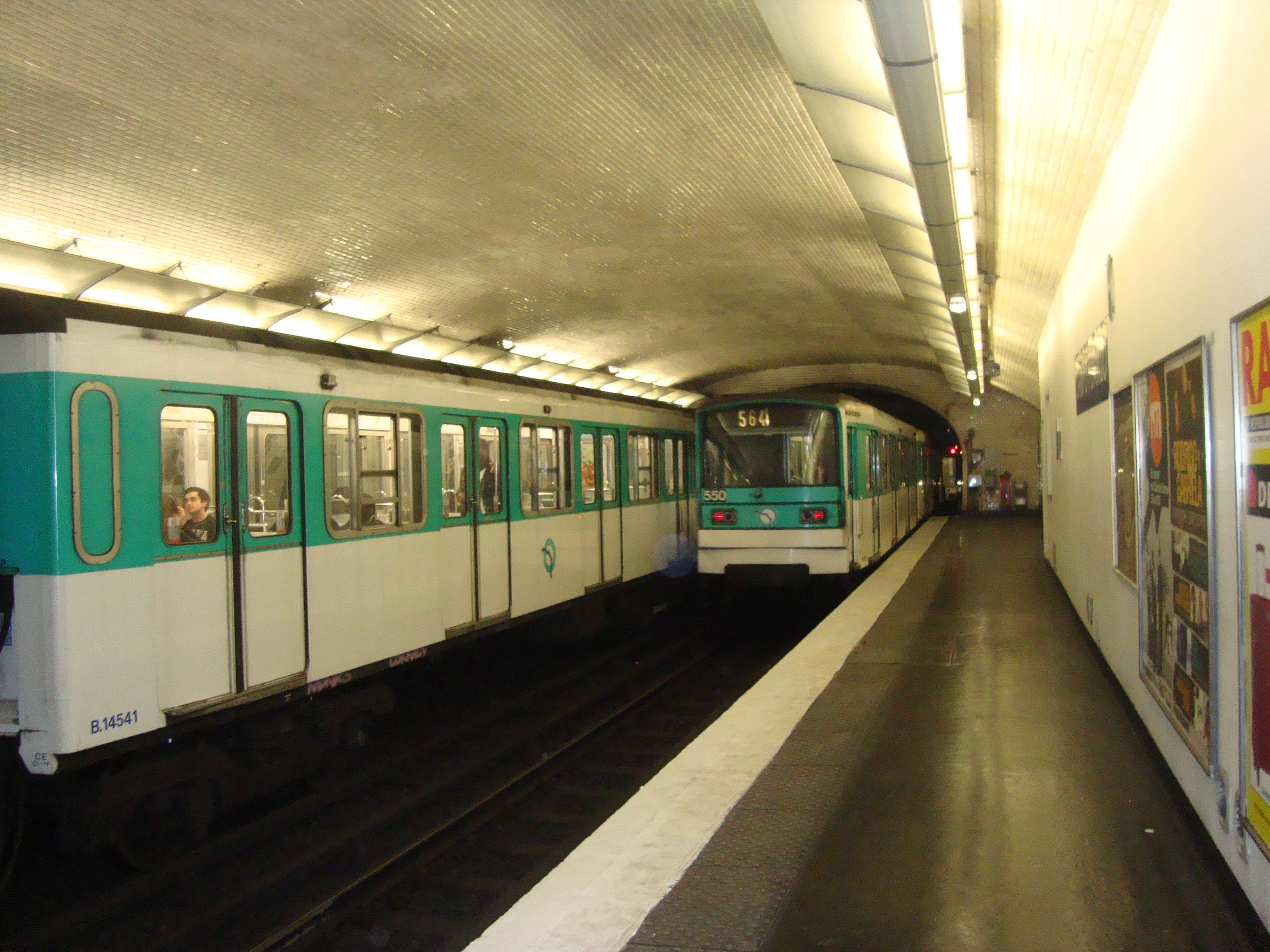
Состав модели MF 67 на станции